# Duellmanohyla lythrodes
Duellmanohyla lythrodes là một loài ếch thuộc họ Nhái bén.
Loài này có ở Costa Rica và Panama.
Môi trường sống tự nhiên của chúng là rừng ẩm vùng đất thấp nhiệt đới hoặc cận nhiệt đới và sông ngòi.
Chúng hiện đang bị đe dọa vì mất môi trường sống.